# Busto Arsizio
De Italiaanse stad Busto Arsizio ligt in het uiterste zuiden van de provincie Varese tegen de grens met de metropolitane stad Milaan. Het is de grootste stad in het dichtbevolkte gebied tussen Milaan en Varese. op 31-10-2023 telde de stad 83.404 inwoners. 
Op 30 oktober 1864 werden de stadsrechten toegekend aan de plaats. In 1927 koos Benito Mussolini niet voor Busto Arsizio als hoofdstad van de nieuwe provincie, maar vreemd genoeg voor Varese dat in die tijd veel kleiner was.
Ten westen van Busto Arsizio ligt Malpensa, het grootste van de drie internationale Milanese vliegvelden. De stad is een belangrijk knooppunt van spoor- en autowegen.

## Sport
Pro Patria Calcio is de belangrijkste voetbalclub van Busto Arsizio. De club speelde 12 seizoenen in de Serie A.

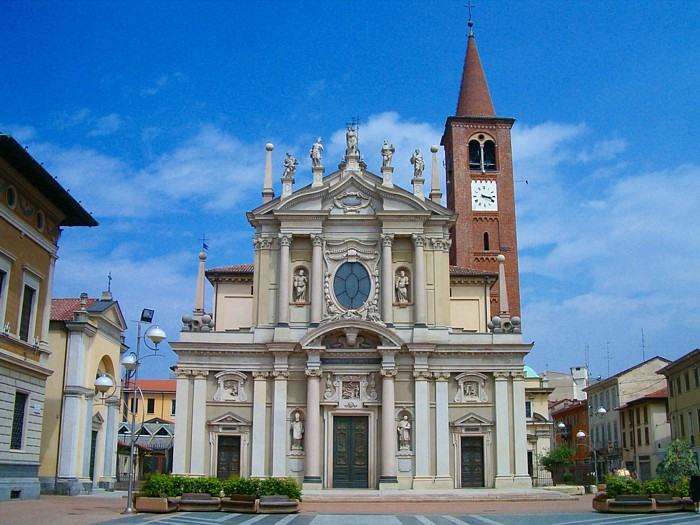
Basiliek van St. Johannes de Doper

## Geboren in Busto Arsizio
- Mina (1940), zangeres
- Kevin Zeroli (2005), voetballer